# Judy Chicago
Judy Chicago (Chicago, 20 luglio 1939) è un'artista femminista statunitense.

## Biografia
Judy Chicago, nata Judith Cohen a Chicago nel 1939, si trasferisce a Los Angeles nel 1957 per iscriversi alla UCLA art school, dove diventa membro dell'esclusiva Phi Beta Kappa nel 1962. Nel 1964, si diploma in pittura e scultura.
Judy Chicago è sposata con il fotografo Donald Woodman e lavora come direttrice artistica di « Through the Flower », organizzazione senza scopo di lucro creata nel 1978 per sostenere il suo lavoro. Le sue ultime opere sono raggruppate nella serie Chicago in Glass. Una biografia, Becoming Judy Chicago, scritta da Gail Levin è stata pubblicata nel febbraio 2007.
Judy Chicago è membro dell'associazione « Feminists For Animal Rights ».

## Percorso artistico
Judy Chicago è un'artista femminista attiva dalla metà degli anni '60. Le sue prime opere significative coincidono con l'emergere del minimalismo, tendenza che in seguito abbandona a favore di un'arte più adeguata alle sue convinzioni: The Dinner Party e The Holocaust Project.
Nel 1966, l'opera Rainbow Pickets viene esposta al « Primary Structures », un'esposizione minimalista di riferimento tenutasi al Jewish Museum. Nel 1970, sviluppa il primo programma d'arte femminista all'Università dello Stato di California a Fresno. Questo programma è citato nel film  Judy Chicago and the California Girls, diretto da Judith Dancoff, uscito nel 1971. Nel corso di questo stesso anno modifica il suo cognome in « Chicago », secondo l'usanza delle Black Panther Party, che pensavano che i loro cognomi servissero soltanto a rafforzare la loro « condizione di schiave ».
Nel 1971, Judy Chicago e Miriam Schapiro sviluppano congiuntamente il Programma d'Arte Femminista CalArts al California Institute of the Arts. Organizzano insieme una delle primissime esposizioni d'arte femminista: Womanhouse, dal 30 gennaio al 28 febbraio 1972. Nel 1973, Judy Chicago è una delle cofondatrici del Feminist Studio Workshop, spazio d'esposizione d'arte femminista e di educazione artistica, che si trova nel Los Angeles Women's Building.
Judy Chicago è conosciuta soprattutto per la sua opera The Dinner Party (1974-1979). Quest'opera, a cui hanno partecipato centinaia di volontari, è custodita dal 2002 nel Brooklyn Museum of Art. È stata donata al museo dalla fondazione Elizabeth A. Sackler. È esposta in modo permanente all'interno del Centro Elizabeth A. Sackler per l'arte femminista, aperto nel marzo 2007. L'opera è un tributo alla storia delle donne sotto forma di un grande tavolo triangolare che comprende 39 coperti, i cui piatti stilizzati rendono omaggio a 39 donne celebri. L'opera vuole essere un monumento alla memoria delle donne escluse dalla Storia. 
Fra le sue altre opere celebri: Birth Project (1980-1985), Holocaust Project (1993), che incarna la "soluzione finale", Resolutions (1994), che segna un ritorno al tema del femminismo, tema che attraversa tutta la sua opera.

## Gli archivi di Judy Chicago
In considerazione dei suoi sforzi per superare la cancellazione che ha eclissato i successi di troppe donne, Judy Chicago ha affidato i suoi archivi a cinque istituzioni; istituzioni che hanno collaborato per creare il Portale Judy Chicago, fornendo un accesso unificato agli archivi e alle collezioni:
- gli archivi cartacei si trovano presso la Schlesinger Library for the History of Women in America dell'Università di Harvard;[3]
- gli archivi di educazione artistica e The Dinner Party K-12 Curriculum (scritto dalla Chicago con un team di autorevoli autori di curricula della Penn State) sono presso le biblioteche dell'Università statale della Pennsylvania;[4]
- gli archivi multimediali sono ospitati presso il National Museum of Women in the Arts;[5]
- gli archivi completi dei fuochi d'artificio, compresi i materiali relativi alle opere della Chicago con fumo colorato, ghiaccio secco e fuochi d'artificio, fanno parte del Center for Art + Environment Archive Collections presso il Nevada Museum of Art.[6]
- la raccolta completa del suo lavoro nella grafica è conservata presso la Jordan Schnitzer Family Foundation, in Oregon.[7]

## Scritti
- Through the Flower: My Struggle as a Woman Artist (1975)
- The Dinner Party: A Symbol of Our Heritage (1979)
- Embroidering Our Heritage: The Dinner Party Needlework (1980)
- The Birth Project (1985)
- Holocaust Project: From Darkness into Light (1993)
- The Dinner Party (1996)
- Beyond the Flower: The Autobiography of a Feminist Artist (1996)
- Fragments from the Delta of Venus (2004)
- Kitty City: A Feline Book of Hours (2005)